# قوچاق (سقز)
قوچاق (سقز)، بخشی از توابع بخش مرکزی شهرستان سقز در استان کردستان ایران. که روستایی بسیار زیبا در سقز می‌باشد

## جمعیت
این روستا در دهستان سرا قرار دارد و براساس سرشماری مرکز آمار ایران در سال ۱۳۸۵، جمعیت آن ۲۰۴ نفر (۴۲ خانوار) بوده‌است.